# Barnard Castle (slot)
Barnard Castle er en slotsruin i byen Barnard Castle i Durham i England. Det er et Scheduled Ancient Monument og en fredet bygning (Grade I). Den blev bygget som et massivt fæstningsanlæg og blev siden benyttet som et herskabsbolig, til den blev opgivet og derefter forfaldt.

## Historie
Guy de Balliol, en af de normanniske erobrere af England, opførte fæstningen mellem 1095 og 1125 som et forstærket forsvarsanlæg på samme sted, hvor der havde ligget en borg. Mellem 1125 og 1185 udvidede og udbyggede hans nevø Bernard de Balliol bygningen, og siden fortsatte dennes søn Bernard 2..
Den var i slægtens eje til 1296, da John Balliol blev afsat som konge af Skotland. Biskoppen af Durham overtog den, og i 1400-tallet blev den givet videre til Richard Neville, 16. jarl af Warwick. Den gik herefter i arv til Rikard 3. gennem hans hustru Anne Neville. I de næste to århundreder blev den udvidet og forbedret af Neville-slægten. Under oprøret i Nordengland blev fæstningen og byen indtaget af oprørerne; en af lederne var Charles Neville, 6. jarl af Westmorland af slægten som ejede dnt. Efter at oprøret blev slået ned, overtog kronen atter Barnard Castle.
I 1626 blev slottet solgt til Henry Vane den ældre. Han valgte Raby Castle i nærheden som sin hovedresidens, og Barnard Castle stod tom. Det meste af interiøret og mange stenene blev flyttet til Raby.
Ruinen forvaltes i dag af English Heritage og er åben for publikum. De mest interessante dele er ruinerne af et cylindrisk tårn fra 1100-tallet og storhallen og storkammeret fra 1300-tallet.